# Paidia conjuncta
Paidia conjuncta là một loài bướm đêm thuộc phân họ Arctiinae, họ Erebidae.